# Otto Klepper
Otto Klepper (* 17. August 1888 in Brotterode; † 11. Mai 1957 in Berlin) war ein deutscher Jurist und Politiker.

## Leben und Beruf
Nach dem Abitur 1908 am humanistischen Gymnasium Hammonense studierte Klepper Rechtswissenschaft in Marburg, Berlin und Münster, beeinflusst hat ihn vor allem die Gesellschaftslehre Lorenz von Steins. Er wurde in Marburg Mitglied des Corps Hasso-Nassovia, später aus diesem jedoch ausgeschlossen. Im August 1914 wurde Klepper zum Referendar ernannt und legte im Dezember 1920 die Zweite juristische Staatsprüfung ab. Dazwischen kam es zum Einsatz als Meldereiter im Ersten Weltkrieg und er heiratete Gertrud Eickhoff, mit der er vier Kinder hatte. Er war ab 1921 als Syndikus beim Reformbund der Gutshöfe tätig, wurde 1923 geschäftsführendes Vorstandsmitglied des Domänenpächterverbandes (DPV) und 1924 Vorstandsvorsitzender der Deutschen Pächter-Kreditbank. Klepper bewohnte inzwischen in Berlin eine geräumige Villa im Bezirk Zehlendorf, die der DPV 1924 erworben hatte. Ab 1928 war er Präsident der Preußischen Zentralgenossenschaftskasse. In diesem Amt führte er zahlreiche liberale Reformen durch, wofür er von agrarkonservativer Seite stark kritisiert wurde. 1931 wurde er preußischer Finanzminister.
Als bei der Landtagswahl vom 24. April 1932 die Koalition aus SPD, Zentrum und DDP die Mehrheit verlor, gab es keine neue regierungsfähige Koalition, da die anderen Parteien keine ausreichende Mehrheit hatten. Daher blieb die Regierung Otto Braun als „geschäftsführende“ im Amt und auch Otto Klepper Finanzminister. Am 20. Juli 1932 setzte die Reichsregierung Papen in einem Staatsstreich, dem sogenannten Preußenschlag, anlässlich des Altonaer Blutsonntags per Verordnung die preußische Landesregierung unter dem Vorwand ab, sie habe die Kontrolle über die öffentliche Ordnung in Preußen verloren. Braun und Carl Severing, die immerhin über die republikanische preußische Polizei von 90.000 Mann verfügten – die Reichswehr der Reichsregierung hatte selbst nur 100.000 Mann –, ließen sich am gleichen Tag von einem neu ernannten – nach Ansicht von Braun und Severing unrechtmäßigen – neuen Polizeipräsidenten mit zwei Polizeibeamten aus Büro und Amt jagen. Damit war auch Klepper sein Amt los. Klepper war entsetzt über den Fatalismus und die Passivität von Braun und Severing, wie er zum Jahrestag des Preußenschlages in der Exilzeitschrift Das Neue Tage-Buch in Paris schrieb.
Kurz nach dem Reichstagsbrand und angesichts Verfolgung aller Demokraten floh Klepper im Februar 1933 in die Botschaft Finnlands. Der mit ihm befreundete Botschafter Wäinö Wuolijoki ermöglichte ihm und seiner Frau am 6. März 1933 die Ausreise ins finnische Exil und nahm beide auf seinem Gut in Hauho zu sich. Danach ging Klepper nach China ins , wo er bis 1935 als Regierungsberater in der Finanzverwaltung tätig war. Anschließend hielt er sich in den Vereinigten Staaten, Spanien, Frankreich und Mexiko auf. 1937 wurde er aus dem Deutschen Reich ausgebürgert und gründete im Pariser Exil die Deutsche Freiheitspartei.
Während seine Angehörigen in den USA blieben, kehrte Klepper 1947 nach Deutschland zurück. Er ließ sich in Frankfurt am Main nieder, um dort als Rechtsanwalt und Notar tätig zu werden. Er war Mitbegründer der Frankfurter Allgemeinen Zeitung und hatte kurzzeitig deren Geschäftsführung inne. Außerdem war Klepper stellvertretender Vorsitzender der Wirtschaftspolitischen Gesellschaft von 1947, abgekürzt Wipog, deren Grundsatzerklärung von ihm mitformuliert wurde.
Otto Klepper hatte sich schwerkrank kurz vor seinem Tod aus einem Krankenhaus in Frankfurt-Höchst in das Krankenhaus Waldfriede im nun West-Berliner Zehlendorf verlegen lassen. Dort starb er einsam im Alter von 68 Jahren und wurde auf dem Waldfriedhof Zehlendorf beigesetzt, wo auch seine geliebte Tochter Gisela (1919–1925) ruhte.

## Partei
Eine Behauptung, Klepper habe der DNVP angehört, ging auf eine über mehrere Stationen abgewandelte Äußerung Erwin Topfs zurück und ist in den Parteiakten nicht nachzuweisen. Klepper selbst bekräftigte 1951 in einer Leserzuschrift, früher keiner Partei angehört zu haben und „nach wie vor parteilos“ zu sein.